# Pseuderia
Pseuderia – rodzaj roślin z rodziny storczykowatych (Orchidaceae). Obejmuje 21 gatunków występujących w Azji Południowo-Wschodniej i Oceanii w takich krajach i regionach jak: Karoliny, Fidżi, Moluki, Nowa Gwinea, Filipiny, Samoa, Wyspy Salomona, Wallis i Futuna.

## Systematyka
Rodzaj sklasyfikowany do podplemienia Eriinae w plemieniu Podochileae, podrodzina epidendronowe (Epidendroideae), rodzina storczykowate (Orchidaceae), rząd szparagowce (Asparagales) w obrębie roślin jednoliściennych.
Wykaz gatunków
- Pseuderia amblyornidis (Rchb.f.) Ormerod
- Pseuderia brevifolia J.J.Sm.
- Pseuderia diversifolia J.J.Sm.
- Pseuderia floribunda Schltr.
- Pseuderia foliosa (Brongn.) Schltr.
- Pseuderia frutex (Schltr.) Schltr.
- Pseuderia ledermannii Schltr.
- Pseuderia micronesiaca Schltr.
- Pseuderia nigricans Ridl.
- Pseuderia pauciflora Schltr.
- Pseuderia platyphylla L.O.Williams
- Pseuderia ramosa L.O.Williams
- Pseuderia robusta Schltr.
- Pseuderia samarana Z.D.Meneses & Cootes
- Pseuderia sepikana Schltr.
- Pseuderia similis (Schltr.) Schltr.
- Pseuderia smithiana C.Schweinf.
- Pseuderia sympodialis J.J.Sm.
- Pseuderia takeuchii Ormerod
- Pseuderia trachychila (Kraenzl.) Schltr.
- Pseuderia wariana Schltr.